# ألان فرنسيس (مبارز بالسيف)
ألان فرنسيس هو مبارز بالسيف كندي، ولد في 3 مايو 1971 في نهر السلام ‏ في كندا.

## وصلات خارجية
- ألان فرنسيس على موقع أوليمبيديا (الإنجليزية)